# Festival international du film fantastique d'Avoriaz 1987
Le Festival international du film fantastique d'Avoriaz 1987 est le 15e Festival international du film fantastique d'Avoriaz.

## Jury
- Philippe de Broca (président)
- Jean-Pierre Aumont
- Sabine Azéma
- Jean-Jacques Beineix
- Jean-Pierre Cassel
- Johnny Hallyday
- Victor Lanoux
- Sophie Marceau
- Alan Parker
- Treat Williams

## Sélection

### Compétition
- American Way ou Riders of the Storm (The American Way) de Maurice Phillips ( Royaume-Uni /  États-Unis)
- L'Amie mortelle (Deadly Friend) de Wes Craven ( États-Unis)
- Biggles de John Hough ( Royaume-Uni /  États-Unis)
- The Blue Man de George Mihalka ( Canada /  États-Unis)
- Blue Velvet de David Lynch ( États-Unis)
- Born of Fire de Jamil Dehlavi ( Royaume-Uni)
- Froid comme la mort (Dead of Winter) de Arthur Penn ( États-Unis)
- Gothic de Ken Russell ( Royaume-Uni)
- The Kindred de Jeffrey Obrow et Stephen Carpenter ( États-Unis)
- Manhattan Project (The Manhattan Project) de Marshall Brickman ( États-Unis)
- Monster in the Closet de Bob Dahlin ( États-Unis)
- La Mouche (The Fly) de David Cronenberg ( États-Unis /  Royaume-Uni /  Canada)
- L'Aiguilleur (De Wisselwachter) de Jos Stelling ( Pays-Bas)
- Schmutz de Paulus Manker ( Autriche)
- Vamp de Richard Wenk ( États-Unis)

### Section peur
- Bloody Bird (Deliria) de Michele Soavi ( Italie)
- Démons 2 (Demoni 2... L'incubo Ritorna) de Lamberto Bava ( Italie)
- Extra Sangsues (Night of the Creeps) de Fred Dekker ( États-Unis)
- Aux portes de l'au-delà (From Beyond) de Stuart Gordon ( États-Unis)
- Street Trash de Jim Muro ( États-Unis)

### Hors compétition
- Labyrinthe (Labyrinth) de Jim Henson ( Royaume-Uni /  États-Unis)
- Massacre à la tronçonneuse 2 (The Tewas Chainsaw Massacre 2) de Tobe Hooper ( États-Unis)
- Terminus de Pierre-William Glenn ( France /  Allemagne de l'Ouest)
- La Guerre des robots (The Transformers: The Movie) de Nelson Shin ( États-Unis /  Japon)

## Palmarès
- Grand prix : Blue Velvet de David Lynch
- Prix spécial du jury : La Mouche de David Cronenberg et American Way de Maurice Phillips
- Mention spéciale : Jim Van der Woude pour son interprétation dans L'Aiguilleur de Jos Stelling
- Prix de la critique : American Way de Maurice Phillips
- Prix du public : The Blue Man de George Mihalka
- Prix de la C.S.T. : Schmutz de Paulus Manker
- Antenne d'Or : American Way de Maurice Phillips
- Prix section peur : Bloody Bird de Michele Soavi